# شعب كارين
شعب كارين هم مجموعة إثنية لغوية من الشعوب الناطقة بلغات الصينية التبتية،المجموعة ككل غير متجانسة ومتباينة حيث أن العديد من شعب كارين غير مرتبطون بعضهم البعض ثقافياً أو لغوياً.يعيش أغلبهم في ولاية كايين ويقدر عددهم ب 5 ملايين شخص إي 7% من تعداد سكان ميانمار.